# Fukuro Cove
Die Fukuro Cove (von japanisch 袋湾 Fukuro-ura, deutsch ‚Sackbucht‘) ist eine kleine Bucht an der Prinz-Harald-Küste des ostantarktischen Königin-Maud-Lands. Sie liegt 1,5 km südwestlich des Mount Chōtō auf der Westseite der Hügelkette Langhovde. 
Kartiert wurde die Bucht anhand von Vermessungen und mittels Luftaufnahmen der Japanischen Antarktisexpedition (1957–1962). Die deskriptive Benennung ist seit 1972 anerkannt. Das Advisory Committee on Antarctic Names übertrug die japanische Benennung im Jahr 1975 ins Englische.